# Jarosław Ważny
Jarosław Ważny (ur. 27 października 1982 w Tomaszowie Lubelskim) – polski dziennikarz, muzyk, puzonista. Pierwotnie związany z takimi formacjami jak: Większy Obciach, The Bartenders i deSka, Vespa. 25 Marca 2008 oficjalnie został muzykiem zespołu Kult wraz z Wojciechem Jabłońskim. Zastąpił w sekcji dętej Krzysztofa Banasika. Występuje również z zespołem Buldog oraz od lutego 2009 z projektem El Doopa.
Jest absolwentem dziennikarstwa UW. W latach 2003–2005 pracował dla „The Warsaw Voice”. Od 2005 jest pracownikiem biura prasowego Platformy Obywatelskiej, od 2006 w Sejmie jako specjalista do spraw public relations.